# Legge di Ohm

V, I, ed R, i parametri della legge di Ohm

La legge di Ohm, nella forma comunemente usata in elettrotecnica, è una formula matematica che descrive la relazione di proporzionalità diretta tra la tensione {\textstyle V} (misurata in volt) di una corrente elettrica applicata ai capi di un conduttore elettrico, e l'intensità {\textstyle I} (espressa in ampere) della corrente che scorre nel conduttore stesso; essa deriva da evidenze empiriche ed è valida per molti materiali conduttori:
{\textstyle V=R\,\,I}
dove {\textstyle R} è la resistenza elettrica (misurata in ohm), dovuta all'ostacolo che la corrente incontra nel suo percorso; quanto più è alta la resistenza del conduttore, tanto più difficile sarà per la corrente attraversare il conduttore stesso.
La legge di Ohm sopra espressa in forma globale viene espressa in forma locale e più fondamentale, quella più comune in fisica teorica e in particolare in elettrodinamica, come la relazione costitutiva lineare fra la velocità di deriva dei portatori di carica e il campo elettrico:
{\displaystyle {\vec {u}}_{\infty }({\vec {E}})=\mu {\vec {E}}}
dove la costante di proporzionalità {\displaystyle \mu } è la mobilità elettrica e {\displaystyle {\vec {E}}} il campo elettrico.
Oppure, moltiplicando entrambi i membri per la densità di carica elettrica {\displaystyle \rho }, si ritrova la legge di Ohm espressa nella forma locale più consueta:
{\displaystyle {\vec {j}}=\sigma {\vec {E}}}
dove la costante di proporzionalità {\displaystyle \sigma =\rho \mu } è la conducibilità elettrica.
Si dimostra in questa voce l'equivalenza delle tre equazioni qui sopra riportate.
Il nome è dovuto al fisico tedesco Georg Ohm che, in un trattato pubblicato nel 1827, ispirandosi ad un'altra relazione costitutiva lineare, la legge di Fourier, descrisse il legame della corrente e della differenza di potenziale attraverso dei semplici circuiti con fili di diversa lunghezza.

## Uso del termine
Non è corretto chiamare l'equazione "legge di Ohm", poiché è sostanzialmente la definizione di resistenza e fornisce una relazione tra la differenza di potenziale, la corrente e la resistenza. La legge di Ohm non è una legge fondamentale della natura, ma una relazione empirica applicabile solamente per certi materiali e certi dispositivi, e soltanto limitatamente ad alcune condizioni.

## Storia
Nel gennaio 1781, prima del lavoro di Georg Ohm, Henry Cavendish condusse degli esperimenti con una bottiglia di Leida e dei tubi di vetro di vari diametri e lunghezza riempiti con soluzioni saline. Egli misurò la corrente annotando la scossa elettrica che percepiva quando chiudeva il circuito con il suo corpo. Cavendish scrisse che la velocità (corrente) era proporzionale al grado di elettrificazione (differenza di potenziale), ma scrisse tali annotazioni senza comunicarlo alla comunità scientifica del suo tempo e il suo risultato rimase sconosciuto fino a quando Maxwell lo pubblicò nel 1879. Nel 1814 F. Ronalds trovò la legge di proporzionalità tra corrente e differenza di potenziale usando una pila a secco.
Qualche anno dopo, tra il 1825 e il 1826, Ohm condusse i suoi esperimenti pubblicando i risultati in un libro. All'epoca era nota la legge di Fourier sulla conduzione termica lineare nei solidi ed a tale legge si ispirò chiaramente Ohm. Per i suoi esperimenti, utilizzò inizialmente una pila di Volta, ma in seguito usò una termocoppia che forniva una differenza di potenziale più stabile e una resistenza interna costante. Per misurare la corrente usò un galvanometro. La differenza di potenziale della termocoppia era derivata indirettamente dalla misura della differenza di temperatura tra gli estremi della termocoppia. Il circuito era chiuso da fili di vari materiali di diversa lunghezza e sezione.

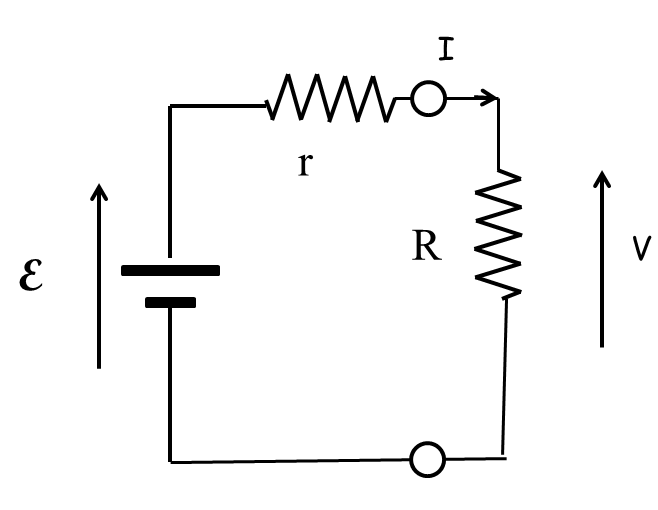
Semplice circuito con generatore e resistenza interna

In termini moderni si può dimostrare che l'esperimento eseguito è schematizzabile con la figura a lato.
Il risultato si può esprimere in notazione moderna come:
{\textstyle I={\frac {\mathcal {E}}{r+R}}}, dove {\textstyle I} è la corrente misurata dal galvanometro, {\displaystyle {\mathcal {E}}} è la forza elettromotrice della termocoppia a circuito aperto, {\textstyle R} è la resistenza da misurare mentre {\displaystyle r} rappresenta la resistenza interna della termocoppia (per Ohm era una costante necessaria per giustificare i risultati).
La legge di Ohm fu probabilmente una delle più importanti descrizioni quantitative della fisica dell'elettricità, ma quando Ohm pubblicò il suo risultato fu criticato dalla società scientifica del tempo tanto da essere definita una rete di fantasie e il ministro tedesco dell'istruzione affermò che "un professore che predicava simili eresie non era degno di insegnare scienza". L'approccio alla scienza da parte della filosofia in Germania, in quegli anni, era che non vi era necessità di fare esperimenti per capire la natura, in quanto la natura è perfettamente ordinata, quindi la verità scientifica può essere dedotta da ragionamenti. Solo 15 anni dopo la legge di Ohm fu largamente accettata. In ogni caso, l'importanza di Ohm fu riconosciuta prima della sua morte.
L'elettrone fu scoperto da J. J. Thomson solo nel 1897, e si capì rapidamente che era il portatore di carica nei conduttori. Nel 1900 fu infatti proposto il modello di Drude che utilizzando la fisica classica spiegava microscopicamente la legge di Ohm. Seguendo tale modello, gli elettroni si muovono con una velocità proporzionale al campo elettrico (la velocità di deriva) a causa delle collisioni con il reticolo cristallino, che determinano una forza viscosa. Solo nel 1927 Arnold Sommerfeld considerò la natura quantistica degli elettroni per elaborare un nuovo modello che prese il suo nome. Tale modello, analogamente a quello di Drude, considera gli elettroni nei metalli delle particelle libere ma soggette alla statistica di Fermi-Dirac.

## Descrizione
Matematicamente assume la seguente forma:
{\textstyle V=R\,\,I}
dove:
- {\textstyle I} è la corrente che attraversa il conduttore,
- {\textstyle V} è la differenza di potenziale,
- {\textstyle R} è la resistenza.

Nel sistema internazionale la corrente si misura in ampere, la differenza di potenziale in volt e la resistenza in ohm.
Più specificatamente, la legge di Ohm stabilisce che la resistenza {\textstyle R} in questa relazione è costante, cioè indipendente dalla corrente.
Più la resistenza del conduttore è alta, minore sarà l'intensità di corrente che lo attraversa, si evince quindi che, a parità di d.d.p. applicata, la corrente è inversamente proporzionale alla resistenza. Invece, più la tensione è alta, maggiore è la forza esercitata sulle cariche elettriche, che vengono così messe in moto, conseguentemente, a parità del valore resistivo, la tensione è direttamente proporzionale all'intensità di corrente.
Esiste un'espressione vettoriale della legge di Ohm, dovuta a Gustav Robert Kirchhoff:
{\textstyle E=\rho \cdot {j}}
dove le grandezze vettoriali che intervengono localmente sono:
- {\textstyle j} è la densità di corrente,
- {\textstyle E} è il campo elettrico nello stesso punto,
- {\displaystyle \rho } è una grandezza che dipende dal materiale detta resistività elettrica.

questa è più correttamente espressa da punto di vista teorico come la dipendenza lineare della densità di corrente dal campo elettrico:
{\textstyle j(E)=\sigma \cdot {E}}
dove la costante di proporzionalità:
- {\displaystyle \sigma =\rho ^{-1}} è la conducibilità elettrica del materiale.

Gli elementi circuitali che utilizzano la legge di Ohm vengono chiamati resistori.

## Legge di Ohm in forma microscopica
Come spiegato da Paul Drude nel suo modello, nei conduttori i portatori di carica si muovono come in un mezzo molto viscoso. Dalla meccanica del punto, se la viscosità è molto elevata il sistema raggiunge rapidamente la condizione per cui la velocità di flusso {\displaystyle {\vec {u}}} raggiunge la velocità limite {\displaystyle {\vec {u}}_{\infty }} (detta in questo contesto velocità di deriva), in quanto la fase di accelerazione del moto avviene in un tempo trascurabile. Da un punto di vista della dinamica del punto materiale, a regime, se {\textstyle {\vec {E}}} è il campo elettrico presente localmente, {\textstyle e} è la carica elettrica dei portatori (normalmente gli elettroni), la forza elettrostatica di trascinamento {\textstyle q{\vec {E}}} viene bilanciata dalla forza d'attrito viscoso che dipende dalla velocità di flusso {\textstyle -m_{e}{\vec {u}}/\tau }. Dunque alla velocità di deriva: 
{\textstyle e{\vec {E}}-m_{e}{\vec {u}}_{\infty }/\tau =0}.
Definendo con {\textstyle {\vec {u}}} la velocità di flusso, {\textstyle m_{e}} la massa dei portatori di carica e {\displaystyle \tau } è il tempo medio tra gli urti. 
La legge di Ohm viene espressa quindi concisamente come la relazione microscopica vettoriale fra velocità di deriva dei portatori di carica e campo elettrico:
{\displaystyle {\vec {u}}_{\infty }({\vec {E}})=\mu {\vec {E}}}
dove {\displaystyle \mu } è la mobilità elettrica (in m2/(V⋅s) o equivalentemente in C⋅s/kg) e {\displaystyle {\vec {E}}} il campo elettrico (V/m).
In questo modello la mobilità risulta essere {\displaystyle \mu ={\frac {e}{m_{e}}}\tau } e quindi è semplicemente proporzionale al tempo di rilassamento:
{\displaystyle \mu (\tau )\sim \tau }
Dalla definizione di densità di corrente elettrica si ha che {\textstyle {\vec {u}}_{\infty }={\frac {\vec {j}}{en}}} . Sostituendo, si ottiene {\textstyle e{\vec {E}}=m_{e}{\frac {\vec {j}}{en\tau }}}, da cui risulta la legge di Ohm in forma microscopica:
{\textstyle {\vec {j}}({\vec {E}})={\frac {e^{2}}{m_{e}}}n\tau {\vec {E}}=\sigma {\vec {E}}\qquad \quad (1)}
dove la costante di proporzionalità {\textstyle \sigma ={\frac {e^{2}}{m_{e}}}n\tau } viene detta conduttività elettrica che dipende dalle proprietà microscopiche del materiale e in particolare è semplicemente proporzionale al prodotto tra densità elettronica e tempo di rilassamento:
{\textstyle \sigma (n,\tau )\sim n\tau }
L'inverso della conduttività elettrica viene chiamata resistività elettrica (da non confondere con la densità di carica elettrica, indicata sempre con la stessa lettera):
{\textstyle \rho \equiv {\frac {1}{\sigma }}}
Nel caso di conduttori in cui siano presenti portatori di carica di diversa natura come ad esempio i semiconduttori, è più semplice usare la conduttività per descrivere i fenomeni di conduzione rispetto alla mobilità.
La relazione che lega le due grandezze mobilità e conducibilità è comunque ricavabile per sostituzione dal modello sopra descritto e risulta semplicemente:
{\textstyle \sigma =en\mu }
In generale la conducibilità è un tensore del secondo ordine, per cui la legge di Ohm diventa, in notazione di Einstein:
{\textstyle j_{l}=\sigma _{lm}E_{m}\qquad \quad (2)}

## Legge di Ohm in forma macroscopica
Si consideri un cilindro conduttore di lunghezza {\textstyle \ell }, sezione normale {\textstyle S} e resistività {\textstyle \rho }. Se si applica una differenza di potenziale {\textstyle V} tra gli estremi:
{\displaystyle |E|\ell =V\ }
Inoltre:
{\displaystyle |j|S=I\ }
Sostituendo tale quantità nella espressione microscopica (1), proiettando nella direzione della velocità di deriva, si ha che:
{\displaystyle {\frac {V}{\ell }}=\rho {\frac {I}{S}}\ \qquad \quad (2)}
Da cui se si definisce con
{\displaystyle R=\rho {\frac {\ell }{S}}\ \qquad \quad (3)},
la resistenza del conduttore, si può riscrivere la (2) come
{\displaystyle V=R\,I\ \qquad \quad (4)}
che è la legge di Ohm in forma macroscopica.
Se il conduttore non è a sezione costante ed al limite la resistività varia con la posizione la generalizzazione della eq.(3) porta a:
{\displaystyle R=\int _{0}^{\ell }\rho (x){\frac {dx}{S(x)}}\ \qquad \quad (5)}
Spesso invece della resistenza elettrica si utilizza il suo inverso la conduttanza elettrica {\displaystyle G}, in tale caso la legge di Ohm:
{\displaystyle I=GV}
Nel caso di un filo a sezione costante si ha:
{\displaystyle G={\frac {I}{V}}=\sigma {\frac {S}{\ell }}}

## Effetto della temperatura
La resistività elettrica nei metalli varia approssimativamente in maniera lineare con la temperatura secondo la legge:
{\displaystyle \rho =\rho _{0}(1+\alpha T)\ }
Con {\displaystyle \alpha \ } detto coefficiente di temperatura, {\displaystyle \rho _{0}\ } la resistività alla temperatura di riferimento (comunemente {\displaystyle 0\,\mathrm {^{o}C} }).
| Tipo           | Sostanza | {\displaystyle \rho \,[\Omega \cdot \mathrm {m} ]\ } | {\displaystyle \alpha \,[\mathrm {^{o}C^{-1}} ]\ } |
| -------------- | -------- | ---------------------------------------------------- | -------------------------------------------------- |
| Conduttore     | Ag       | {\displaystyle 1.6\cdot 10^{-8}\ }                   | {\displaystyle 0.0038\ }                           |
| Conduttore     | Cu       | {\displaystyle 1.7\cdot 10^{-8}\ }                   | {\displaystyle 0.0039\ }                           |
| Conduttore     | Al       | {\displaystyle 2.8\cdot 10^{-8}\ }                   | {\displaystyle 0.0039\ }                           |
| Conduttore     | Fe       | {\displaystyle 1\cdot 10^{-7}\ }                     | {\displaystyle 0.005\ }                            |
| Conduttore     | NiCr     | {\displaystyle 1\cdot 10^{-6}\ }                     | {\displaystyle 0.0004\ }                           |
| Semiconduttore | Si       | {\displaystyle 0.001-640\ }                          | {\displaystyle -0.075\ }                           |
| Isolante       | Legno    | {\displaystyle \approx 10^{8}\ }                     | {\displaystyle \ \ }                               |
| Isolante       | Vetro    | {\displaystyle \approx 10^{12}\ }                    | {\displaystyle \ \ }                               |
| Isolante       | Quarzo   | {\displaystyle 7.5\cdot 10^{17}\ }                   | {\displaystyle \ \ }                               |
| Isolante       | Teflon   | {\displaystyle 10^{22}-10^{24}\ }                    | {\displaystyle \ \ }                               |

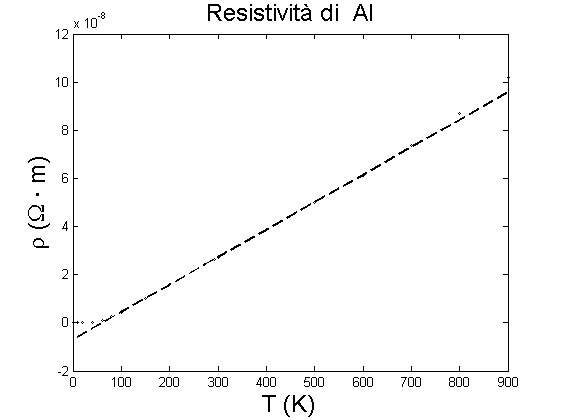
Resistività dell'Alluminio in funzione della temperatura, in tondo i dati sperimentali e la linea è il fit lineare

In tabella sono date le resistività e i coefficienti di temperatura di alcune sostanze a temperatura ambiente. Volutamente sono state messe nella tabella dei metalli, tutti con resistività molto bassa, ed altri materiali. La figura mostra la resistività dell'alluminio che in un grande intervallo di temperatura ha una dipendenza lineare con la temperatura, in genere, per altri metalli, la linearità vale in un intervallo più limitato di temperatura. La distinzione tra conduttori ed isolanti diventa quantitativa con la definizione di resistività elettrica come appare chiaro dalla tabella. Mentre la legge di Ohm, vale senza limitazione nei conduttori, purché la temperatura sia mantenuta costante, nelle altre sostanze la validità è limitata al fatto che il campo elettrico localmente sia molto inferiore alla rigidità dielettrica del mezzo.

## Resistenze in parallelo e in serie

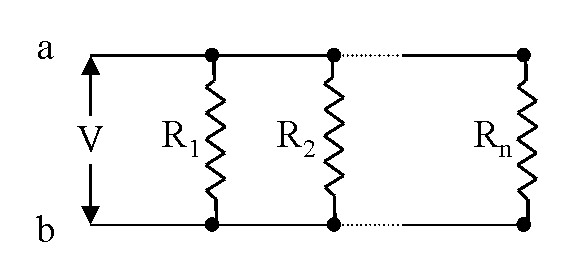
n Resistenze in parallelo

Si immagini di avere {\displaystyle n\ } resistenze ciascuna di valore {\displaystyle R_{i}\ } poste in parallelo come mostrato in figura. Si definisce come {\displaystyle I_{i}\ } la corrente che scorre in ciascun resistore. La d.d.p. (differenza di potenziale) {\displaystyle V_{i}\ } ai capi di ogni resistenza sarà eguale, mentre la corrente totale {\displaystyle I\ } è data dalla somma delle correnti che scorrono nei vari resistori, a causa della prima legge di Kirchhoff:
{\displaystyle I=\sum _{i=1}^{n}I_{i}\ }
Ma dalla legge di Ohm applicata ad ogni resistore:
{\displaystyle I=\sum _{i=1}^{n}{\frac {V}{R_{i}}}=V\sum _{i=1}^{n}{\frac {1}{R_{i}}}\ }
Quindi il parallelo di {\displaystyle n\ } resistori si comporta come un'unica resistenza equivalente il cui reciproco vale:

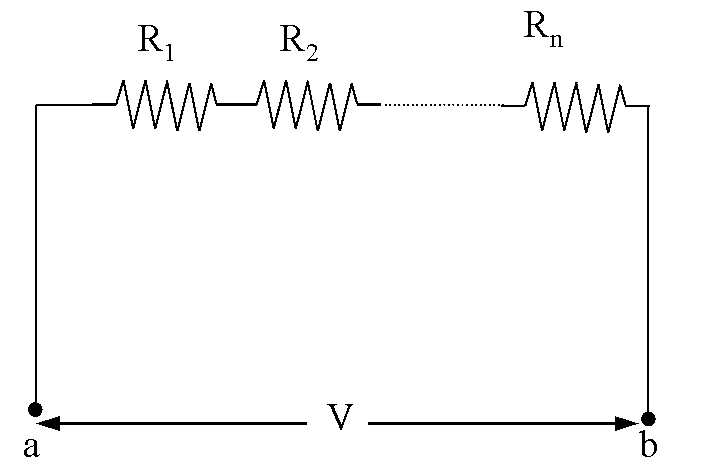
n Resistenze in serie

{\displaystyle {\frac {1}{R_{e}}}=\sum \limits _{i=1}^{n}{\frac {1}{R_{i}}}}
Si immagini di avere {\displaystyle n\ } resistenze in serie di valore {\displaystyle R_{i}\ } come mostrato in figura. Si definisce con {\displaystyle V_{i}\ } la d.d.p ai capi di ogni resistenza. La d.d.p. totale è pari alla d.d.p. ai capi del sistema sarà la somma delle d.d.p. dei singoli elementi. La corrente che scorre nei vari resistori è eguale a causa di quello nelle condizioni stazionarie per i fili percorsi da corrente. Da cui segue che:
{\displaystyle V=\sum _{i=1}^{n}V_{i}=I\sum _{i=1}^{n}R_{i}\ }
Quindi la serie di {\displaystyle n\ } resistenze equivale ad una resistenza equivalente pari alla somma dei singoli elementi:
{\displaystyle R_{e}=\sum _{i=1}^{n}R_{i}\ }

## Corrente alternata
La legge di Ohm può essere applicata al caso di corrente alternata, cioè un campo elettrico variabile nel tempo con un andamento sinusoidale. Per i circuiti in corrente alternata tensione e corrente sono date da:
{\displaystyle V(t)=V_{0}\sin(\omega t+\phi )\qquad I(t)=I_{0}\sin(\omega t+\phi )}
dove {\textstyle V_{0}} e {\textstyle I_{0}} sono le ampiezze, {\textstyle \omega } è la pulsazione e {\textstyle \phi } la fase.
Quando tensione e corrente sono funzioni del tempo, come in questo caso, si deve tenere conto degli effetti capacitivi ed induttivi del materiale o del circuito, e per descrivere l'energia scambiata con il materiale si ricorre all'utilizzo di un numero complesso {\textstyle {\bar {Z}}}, detto impedenza, tale che si abbia la relazione fra i fasori della tensione e della corrente:
{\displaystyle {\bar {V}}={\bar {Z}}\cdot {\bar {I}}}
dove le quantità in gioco sono scalari in {\textstyle \mathbb {C} }.
L'impedenza può allora essere scritta come:
{\displaystyle {\bar {Z}}=R+iX=Z_{0}e^{i\arg({\bar {Z}})}=Z_{0}\cos(\arg({\bar {Z}}))+iZ_{0}\sin(\arg({\bar {Z}}))\qquad Z_{0}=|{\bar {Z}}|}
e la sua parte reale {\textstyle R} è la resistenza, mentre la parte immaginaria {\textstyle X} è detta reattanza:
{\displaystyle R=Z_{0}\cos(\arg({\bar {Z}}))\qquad X=Z_{0}\sin(\arg({\bar {Z}}))}
L'argomento {\textstyle \arg({\bar {Z}})} quantifica lo sfasamento tra campo elettrico e corrente:
{\displaystyle \arg({\bar {Z}})=\tan ^{-1}\left({\frac {X}{R}}\right)\qquad Z_{0}={\sqrt {R^{2}+X^{2}}}}
La reattanza tiene conto dei fenomeni di accumulo di energia elettromagnetica all'interno del materiale, che non si verificano in regime stazionario. La legge di Ohm estesa al caso non stazionario descrive quindi il comportamento di un componente circuitale passivo che, oltre a ostacolare il passaggio di corrente, provoca uno sfasamento tra corrente e tensione (nel caso stazionario non vi è sfasamento e l'equazione di Ohm contiene solo numeri reali).
I componenti circuitali passivi fondamentali sono, oltre alla resistenza, la capacità {\displaystyle C} e l'induttanza {\textstyle L}. La capacità sfasa la corrente di {\textstyle -\pi /2} rispetto al campo, l'induttanza di {\textstyle +\pi /2}. Denotando con il pedice la rispettiva impedenza, essa vale:
{\displaystyle {\bar {Z}}_{R}=R\qquad {\bar {Z}}_{L}=j\omega L\qquad {\bar {Z}}_{C}={\frac {1}{j\omega C}}}
e la legge di Ohm - applicata rispettivamente a resistenza, induttanza e capacità - ha la forma:
{\displaystyle {\bar {V}}_{R}=R\;{\bar {I}}\qquad {\bar {V}}_{L}=j\omega L\;{\bar {I}}\qquad {\bar {V}}_{C}={\frac {1}{j\omega C}}\;{\bar {I}}}

## Limiti della legge di Ohm
La legge di Ohm viene generalizzata nella maggior parte dei materiali. È una legge meno generale delle equazioni di Maxwell e in alcuni materiali non vale. Nei metalli la legge ha un carattere universale, mentre negli isolanti vale solo per campi elettrici locali deboli perché in questi materiali la velocità di deriva degli elettroni può raggiungere valori molto elevati e in questo caso si ha la rottura dielettrica.
La legge di Ohm è stata osservata su diverse scale di dimensioni. All'inizio del ventesimo secolo si credeva che la legge di Ohm dovesse perdere la sua validità per dimensioni paragonabili alla spaziatura atomica, ma nel 2012 si è dimostrato sperimentalmente che una striscia di silicio di un atomo di spessore e quattro atomi di larghezza rispetta ancora la legge di Ohm.